# تیم ملی فوتبال زیر ۲۱ سال لوکزامبورگ
تیم ملی فوتبال زیر ۲۱ سال لوکزامبورگ (انگلیسی: Luxembourg national under-21 football team) یا تیم ملی فوتبال جوانان لوکزامبورگ، نماینده کشور لوکزامبورگ در مسابقات فوتبال جوانان اروپا و جهان است که زیر نظر فدراسیون فوتبال لوکزامبورگ فعالیت می‌کند.